# Viktor Hospach
Viktor Johann Hospach (* 14. Juni 1904 in Hockenheim; † 12. August 1971 in Wiesbaden) war ein deutscher Schauspieler und Opernsänger (Bass).

## Leben
Viktor Hospach erlernte zunächst das Uhrmacherhandwerk. Es folgte eine Gesangsausbildung bei P. Zimmermann an der Badischen Hochschule für Musik in Karlsruhe. Erste Bühnenerfahrungen sammelte er ab 1927 an der Theaterakademie des Badischen Staatstheaters in Karlsruhe. Hier debütierte er im gleichen Jahr in Ruggero Leoncavallos Oper Der Bajazzo in einer Nebenrolle. Von 1929 bis 1933 war er am Badischen Staatstheater fest engagiert. Im Jahr 1933 wurde er Ensemblemitglied am Hessischen Staatstheater in Wiesbaden. An diesem Haus, dem er bis zu seinem Tod im Jahr 1971 angehörte, vertrat er darüber hinaus die Interessen der Genossenschaft Deutscher Bühnen-Angehöriger. Sein Repertoire umfasste das gesamte seriöse Bassfach. In späteren Jahren interpretierte er aber auch vermehrt Bufforollen. Von 1932 bis 1941 trat er regelmäßig auf dem Festival in der Zoppoter Waldoper auf. Das erste Engagement an der Waldoper erhielt er durch einen Zufall. Im Sommer 1932 war Hospach in Zoppot anwesend, als er die Gelegenheit bekam für einen erkrankten Kollegen während des Festivals einzuspringen. In der Folge sang er dort unter anderem den Heerrufer in Richard Wagners Oper Lohengrin und den Moruccio in Eugen d’Alberts Musikdrama Tiefland. Zudem unternahm Hospach Gastspielreisen an die Opernhäuser in München, Stuttgart, Belgien und der Schweiz.
Viktor Hospach wirkte auch in einigen Film- und Fernsehproduktionen mit. Darunter befanden sich 1949 der Spielfilm Mordprozess Dr. Jordan von Erich Engels mit Rudolf Fernau, Maria Holst und Margarete Haagen und 1956 Von der Liebe besiegt von Luis Trenker mit Marianne Hold, Wolfgang Preiss und Fritz Tillmann. Im Jahr 1964 verkörperte er in einer Neuverfilmung der Walt-Disney-Studios von Erich Kästners Emil und die Detektive einen Kioskbesitzer. Im Fernsehen trat er in der Kriminalkomödie Die Stimme aus dem Hut von Rolf Hädrich mit Joseph Offenbach, Karl-Maria Schley und Hans Timerding und in drei Folgen der HR-Produktionen der „Hesselbachs“ auf. In der Fernsehserie Unser Dorf war er zudem in der Rolle des Sepp Schmidt zu sehen.

## Filmografie (Auswahl)
- 1949: Mordprozess Dr. Jordan
- 1954: Rosen aus dem Süden
- 1954: Die goldene Pest
- 1956: Von der Liebe besiegt
- 1957: Die Freundin meines Mannes
- 1959: Die Stimme aus dem Hut (Fernsehfilm)
- 1959–1960: Nachsitzen für Erwachsene (Fernsehserie)
- 1961–1963: Die Familie Hesselbach – Telefonitis und Wertsachen (Fernsehserie)
- 1964: Emil und die Detektive (Emil and the Detectives)
- 1965: Der Kandidat (Fernsehfilm)
- 1967: Herr Hesselbach und das Festival (Fernsehserie)
- 1971: Unser Dorf (Fernsehserie)